# Йохан (Хесен)
Вижте пояснителната страница за други личности с името Йохан.
Йохан фон Хесен (на немски: Johann von Hessen; † 14 февруари 1311 в Касел) от род Дом Хесен e ландграф на Долел Хесен от 1308 до 1311 г.
Той е син на ландграф Хайнрих I фон Хесен († 21 декември 1308) и втората му съпруга Мехтилд фон Клеве († 21 декември 1309), дъщеря на Дитрих V/VII фон Клеве.
След смъртта на баща му през 1308 г. Йохан получава Долен Хесен с главен град Касел, а неговият полубрат Ото I управлява от 1308 г. в Горен Хесен с главен град Марбург.
Йохан фон Хесен умира от чума на 14 февруари 1311 г. в Касел. Погребан е в манастир Ахнаберг. Брат му Ото получава и неговата част от ландграфството и го обединява отново.

## Фамилия
Йохан фон Хесен се жени през юли 1306 г. за Аделхайд фон Брауншвайг-Люнебург-Гьотинген (* 25 март 1290; † между 14 февруари и 2 октомври 1311 в Касел), дъщеря на херцог Албрехт II фон Брауншвайг-Люнебург-Гьотинген и Рикса фон Верле. Тя умира също от чума и е погребана до съпруга си в манастир Ахнаберг. Двамата имат една дъщеря:
- Елизабет фон Хесен († 1339), омъжена за Ото VI фон Оксенщайн († 1377).